# Hermann-Schafft-Schule
Die Hermann-Schafft-Schule in Homberg, Nordhessen, ist eine Schule für Hörgeschädigte und Sehbehinderte mit einer Abteilung für Lernhilfe  als Sonderpädagogisches Beratungs- und Förderzentrum. Man kann dort vom 4. Lebensjahr (Vorklasse) angefangen bis zum Realschulabschluss, die Schulpflicht erfüllen. Benannt ist die Schule nach dem Theologen und Taubstummenseelsorger Hermann Schafft.

## Schulleben
Die Klassenstärke beträgt bis zu zehn Schüler. Es arbeiten speziell für Schüler mit Hörschädigung ausgebildete Lehrer an dieser schulischen Einrichtung. Diese Schule ist für Kinder mit Hörschädigung (bis hin zur Taubheit) aus dem Umkreis insbesondere gut geeignet, weil die Schüler mit Schulbussen hingebracht werden oder auch dort im angeschlossenen Internat leben können. Der Stundenplan beträgt in der zehnten Klasse für die Realschule fast jeden Tag acht Stunden Unterricht, ausgenommen Freitag mit nur sechs Stunden wegen der Heimfahrt. Nach dem Unterricht können die Schüler in den ihnen zugewiesenen Hort gehen, um dort zu lernen und zu essen. An der Schule werden die meisten Schüler in Lautsprache unterrichtet, aber die Schüler, die das brauchen oder wollen, werden auch in Deutscher Gebärdensprache (DGS) oder mit lautsprachbegleitenden Gebärden (LBG) unterrichtet.
Die Schule wurde in das hessische Landesprogramm „Ganztagsschule nach Maß“ aufgenommen und ist seit August 2006 gebundene Ganztagsschule. Das heißt, alle Schüler bleiben an mindestens drei Tagen bis zum Nachmittag in der Schule. Seit September 2006 werden auch sehbehinderte Schüler in einem eigenen Schulzweig an der Hermann-Schafft-Schule beschult. Im September 2011 wurde das schuleigene Konzept zur Unterstützung der Schüler bei der Berufsorientierung vom Hessischen Kultusministerium mit einem Gütesiegel ausgezeichnet.

## Zahlen
Die Schule wird vom hessischen Landeswohlfahrtsverband getragen, unterhält ein überregionales sonderpädagogisches Beratungs- und Förderzentrum und führt ein ambulantes Betreuungs- und Beratungsprogramm von Schülern in der Umgegend durch.
Zum Einzugsgebiet der Schule zählen alle nordhessischen Landkreise und die Stadt Kassel.